# Cluster (bestandssysteem)
Een opslagmedium voor computers, zoals een harde schijf, is in staat bestanden op te slaan, te verwijderen, de vrijgekomen ruimte opnieuw te gebruiken enzovoort. Om dit mogelijk te maken is het medium vaak verdeeld in clusters.
Een schijf kan, bijvoorbeeld, verdeeld zijn in 65000 clusters van 32 kilobyte. Wordt er een bestand gecreëerd, dan wordt er een vrije cluster gezocht. Het bestand wordt daar opgeslagen en in de directory wordt de naam van het bestand en het clusternummer opgenomen, zodat het bestand kan worden teruggevonden.
Vaak is een cluster veel te groot. Een bestand van een paar bytes neemt altijd een hele cluster in beslag, wat een groot nadeel kan zijn. Om die reden streeft men naar kleinere clusters, maar dan zijn er meer clusters nodig om het medium te vullen, zodat de clusternummers langer worden.
Worden er bestanden verwijderd, dan komen de clusters weer beschikbaar. Op den duur zal het medium een lappendeken worden van gebruikte en vrije clusters.
Is een cluster te klein, dan zijn er meerdere clusters nodig. In de directory (bij CP/M) of in een aparte tabel (bij FAT) wordt vermeld welke clusters het zijn. De clusters hoeven beslist niet opeenvolgend te zijn, zodat het mogelijk is een groot bestand op te slaan op een medium dat een aantal verspreide lege clusters heeft. Als de clusters van een enkel bestand niet opeenvolgend zijn, dan zegt men dat het bestand gefragmenteerd is.
Bij FAT is een clusternummer 12 bits. Bij FAT16 en FAT32 zijn het er 16 respectievelijk 32.